# Jorge Ball
Jorge Ball Vargas es un músico multiinstrumentista y maestro luthier, profesor de Pedagogía en Música; asesor y agregado cultural de Venezuela. Fue miembro de la agrupación folclórica chilena Inti-Illimani entre 1982 y 1984, y luego entre 1998 y 2000, e integrante de Inti-Illimani Histórico entre el 2004 y 2013.[cita requerida]

## Biografía
En su estadía en Europa conoció en 1982 a los chilenos de Inti-Illimani, mientras los miembros de la agrupación se encontraban exiliados en Italia, producto de la dictadura militar de Chile. Se integró a la banda para dejarla dos años después, en 1984, volviendo entre 1998 y 2000. Unos años más tarde, en 2004, se estableció como miembro fijo de Inti-Illimani Histórico.
En 2011 se radicó en la ciudad chilena de Osorno, donde fundó la Escuela de Luthería Jorge Ball. En 2014 abrió una sede en la comuna vecina de Purranque.